# Kushikatsu
 (novembre 2012).
Si vous disposez d'ouvrages ou d'articles de référence ou si vous connaissez des sites web de qualité traitant du thème abordé ici, merci de compléter l'article en donnant les références utiles à sa vérifiabilité et en les liant à la section « Notes et références ».
Le kushikatsu (串カツ) ou kushiage (串揚げ) est un plat japonais à base de bœuf pané et frit. En japonais, kushi signifie « brochette », katsu veut dire « côtelette » et age signifie « friture ».
Les ingrédients peuvent comporter du bœuf, mais aussi du porc, du poulet, des fruits de mer, des œufs de caille ou une variété de légumes comme des racines de lotus ou renkon, de l'oignon, des asperges, etc.
On pique les divers ingrédients sur des brochettes de bambou, ou take-gushi (竹串) ; on les passe dans la farine et les œufs puis dans la panure pour finir par les plonger dans l'huile chaude.
Le kushikatsu est typiquement servi avec de la sauce Worcestershire (ウスターソース) ou du sel.